# Ilgrof
Ilgrof eller Ilgrov er navnet på en tidligere landsby og et sogn på den forhenværende nordfrisiske ø Strand, som gik under i stormfloden 1634. Byen skal allerede være gået under i Manddrunkningen i 1362, men blev senere genbygget igen. Den tabte by lå sydøst for Buphever og nord for Rungholt-bugten i Pelvorm Herred, nu beliggende mellem øerne Pelvorm og Nordstrandmose ved Nørre Hever i Vadehavet.
Ilgrof blev første gang nævnt i 1462. Stednavnet betyder igle-grav. Der findes også skrivemåde Igrof. Ved stormfloden i 1634 omkom her 288 memesker. To vindmøller samt kirkens klokketårn bortrevedes af bølgerne. Ilgrof Kirke blev nedbrudt fire år senere. Kirkens alter og prædikestol kom senere til Pelvorm, klokken til hallig Hoge.